# Кентшински окръг
Кентшински окръг (на полски: Powiat kętrzyński) е окръг в Североизточна Полша, Варминско-Мазурско войводство. Заема площ от 1212,99 км2. Административен център е град Кентшин.

## География
Окръгът обхваща земи от историческите области Вармия и Бартия. Разположен е в северната част на войводството край границата с Русия (Калининградска област).

## Население
Населението на окръга възлиза на 66 424 души(2012 г.). Гъстотата е 55,17 души/км2.

## Административно деление
Административно окръгът е разделен на 6 общини.
Градска община:
- Кентшин

Градско-селски общини:
- Община Корше
- Община Решел

Селски общини:
- Община Барчяни
- Община Кентшин
- Община Сроково

## Фотогалерия
- Кентшин
- Корше
- Решел